# Jon Bon Jovi
John Francis Bongiovi Jr. (Perth Amboy, 2 maart 1962), professioneel bekend als Jon Bon Jovi, is een Amerikaans zanger, componist, muzikant, die vooral bekend is als de leadzanger van de band Bon Jovi. Ook heeft hij enkele rollen gehad in Hollywoodfilms en televisieseries.

## Levensloop
Bongiovi veranderde zijn naam in Jon Bon Jovi toen zijn platenmaatschappij hem dit aanraadde. Hij trouwde op 29 april 1989 in Las Vegas en heeft vier kinderen.
Met Bon Jovi verkocht Jon meer dan 140 miljoen albums, en scoorde hij vele grote hits, waaronder You Give Love a Bad Name, Livin' on a Prayer, Keep the Faith en It's My Life. Jon heeft ook twee soloalbums opgenomen. De eerste was Blaze of Glory uit 1990, waarop de gelijknamige hit staat. Ook de singles "Miracle" en "Never Say Die" zijn afkomstig van dit album, maar werden niet echt grote hits. In 1997 verscheen Jons tweede soloalbum, getiteld Destination Anywhere. Bij dit album hoort ook een driekwartier durende speelfilm. In deze film verwerkt Jon de dood van Katherine Korzilius, de dochter van Bon Jovi's toenmalige tourmanager. Op het album "Destination Anywhere" staat dan ook een nummer genaamd "August 7, 4:15", dat slaat op 7 augustus 1996, de dag waarop Korzilius overlijdt. 
Bon Jovi speelde in Moonlight and Valentino, The Leading Man, Destination Anywhere, Homegrown, Little City, No Looking Back, Row Your Boat, U-571, Pay it Forward, Cry Wolf, Pucked en New Year's Eve. Hij verscheen tevens in de televisieseries Sex and the City, Ally McBeal, Las Vegas en The West Wing.
Hij zet zich in voor veel goede doelen, zoals Project H.O.M.E., Habitat for Humanity, de Special Olympics, het Amerikaanse Rode Kruis en de Elizabeth Glaser Pediatric AIDS Foundation. Voor zijn humanitaire werk ontving hij in 2001 een eredoctoraat Humanities van de Monmouth University in New Jersey. Hij is benoemd tot de eerste ambassadeur van Habitat for Humanity. Verder is hij oprichter en mede-eigenaar van de Philadelphia Soul, een arenafootballteam. Al het geld dat hiermee verdiend wordt, gaat naar goede doelen. Ook is hij lid van de White House Council for Community Solutions.

## Solodiscografie

### Albums
| Album met eventuele hitnotering(en) in de Nederlandse Album Top 100 | Datum van verschijnen | Datum van binnenkomst | Hoogste positie | Aantal weken | Opmerkingen |
| ------------------------------------------------------------------- | --------------------- | --------------------- | --------------- | ------------ | ----------- |
| Destination Anywhere                                                | 1997                  | 28-06-1997            | 4               | 19           |             |

### Singles
| Single met eventuele hitnotering(en) in de Nederlandse Top 40 | Datum van verschijnen | Datum van binnenkomst | Hoogste positie | Aantal weken | Opmerkingen           |
| ------------------------------------------------------------- | --------------------- | --------------------- | --------------- | ------------ | --------------------- |
| Blaze of Glory                                                | 1990                  | 18-08-1990            | 18              | 7            | Nr. 16 Single Top 100 |
| Miracle                                                       | 1990                  | -                     | -               | -            | Nr. 65 Single Top 100 |
| Midnight in Chelsea                                           | 1997                  | 07-06-1997            | 9               | 5            | Nr. 16 Single Top 100 |
| Queen Of new Orleans                                          | 1997                  | 20-09-1997            | 36              | 2            | Nr. 40 Single Top 100 |
| Janie, Don't Take Your Love to Town                           | 1997                  | 22-11-1997            |                 |              | Nr. 61 Single Top 100 |

- Bibsys: 3074480
- Biblioteca Nacional de España: XX1264867
- Bibliothèque nationale de France: cb13891669p (data)
- Gemeinsame Normdatei: 121283941
- International Standard Name Identifier: 0000 0003 6850 6166
- Library of Congress Control Number: n88615910
- Nationale Bibliotheek van Letland: 000346438
- MusicBrainz: 5ace9b0c-cc21-4d8f-8e08-a70234439f2a
- Nationale Bibliotheek van Tsjechië: ola2002150851
- Nationale Bibliotheek van Israël: 987007455212905171
- Nationale Bibliotheek van Polen: a0000001773472
- Nederlandse Thesaurus van Auteursnamen: 07936473X
- LIBRIS: 352144
- SNAC: w6k375zd
- Système universitaire de documentation: 13054387X
- Trove: 861680
- Virtual International Authority File: 120070668
- WorldCat: E39PBJqfDGH3m3prD8Rm9CWCcP